# Hubert Damisch
Hubert Damisch (Parigi, 28 aprile 1928 – Parigi, 14 dicembre 2017) è stato un filosofo e critico d'arte ceco naturalizzato francese.

## Biografia
Specializzato in estetica e storia dell'arte, ha insegnato all'École des Hautes Études en Sciences Sociales di Parigi dal 1975 al 1996.
Dopo aver studiato alla Sorbonne con Maurice Merleau-Ponty e quindi con Pierre Francastel, ha fondato nel 1967 il "Cercle d'histoire/théorie de l'art" che poi divenne il CEHTA (Centre d'histoire et théorie des arts), presso l'EHESS.
Si è occupato a lungo e da diversi punti di vista di storia e teoria della pittura, architettura, fotografia, cinema, teatro (soprattutto scenografia) e museografia, diventando un riferimento importante negli studi di teoria della rappresentazione visiva. L'approccio per il quale è conosciuto meglio è quello dello strutturalismo sincronico.
Ha scritto tra l'altro su "Lettres nouvelles", "Les Annales", "Médiations. Revue des expressions contemporaines", "Critique", "Tel Quel" e per l'Enciclopedia Einaudi (gli articoli: Arti, Artista, Maschera e Ornamento).
Le sue opere più note sono Théorie du nuage (1972), L'origine de la perspective (1987), Le jugement de Pâris (1992) e Skyline (1997).

## Opere
- cura di Eugène Viollet-le-Duc, L'architecture raisonnée, Hermann, Paris 1964; 1978
- Alexandre Iolas (a cura di), Hubert Damisch, lettre à Matta. Matta, lettre à Hubert Damisch, New York-Genève-Milano-Paris 1966
- cura di Jean Dubuffet, Prospectus et tous ecrits suivants, 2 voll., Gallimard, Paris 1967
- Steinberg, Maeght ("Derrière le miroir"), Paris 1973
- Théorie du nuage. Pour une histoire de la peinture, Seuil, Paris 1972
  - Teoria della nuvola. Per una storia della pittura, tr. A. Cenni, Costa & Nolan, Genova 1984 ISBN 8876480188
- Adami, Maeght, Paris 1974
- Ruptures/Cultures, Minuit, Paris 1976
- Sémiologie et iconographie, in Francastel et après, Gonthier-Denoël, Paris 1976, pp. 26–40
- Huit thèses pour (ou contre) une sémiologie de la peinture, in "Macula", n. 2, 1977, pp. 17–25
- Arti, tr. B. Bellotto, in Enciclopedia Einaudi, vol. 1, Einaudi, Torino 1977 pp. 868–921
- Artista, tr. A. Salsano, in Enciclopedia Einaudi, vol. 1, Torino 1977 pp. 957–81
- Maschera, tr. M. V. Malvano, in Enciclopedia Einaudi, vol. 8, Einaudi, Torino 1979 pp. 776–94
- Ornamento, tr. F. Bergamasco, in Enciclopedia Einaudi, vol. 10, Einaudi, Torino 1980 pp. 219–32
- contributi in Omar Calabrese (a cura di), Semiotica della pittura, Il Saggiatore, Milano 1980
- Les voir, dis-tu et les decrire, in "Versus - Quaderni di studi semiotici", n. 29, 1981, pp. 33–57
- Fenêtre jaune cadmium ou Les dessous de la peinture, Seuil, Paris 1984
- contributi in Omar Calabrese (a cura di) Piero della Francesca teorico dell'arte, Gangemi, Roma 1985 ISBN 8874481411
- L'origine de la perspective, 1987; 1993
  - L'origine della prospettiva, tr. A. Ferraro, Guida, Napoli 1992 ISBN 8878351482
- Per il giorno di Santa Cecilia, in Carlo Majer (a cura di), Semiotica e pittura, Mondadori, Milano 1988 ISBN 8804312505
- Iconologie analytique, I. Le jugement de Pâris, Flammarion, Paris 1992; 1997; 2011
- prefazione a Alois Riegl, Questions de style, Hazan, Paris 1992
- L'Art est-il nécessaire?, 1993
- (a cura di, in collaborazione con Jean-Louis Cohen), Américanisme et modernité. L'idéal américain dans l'architecture, Flammarion, Paris 1993
- Traité du trait, Réunion des Musées Nationaux, Paris 1995
- prefazione a Dominique Païni, Le cinéma, un art moderne, Cahiers du cinéma, Paris 1997
- Skyline. La ville narcisse, Seuil, Paris 1997
  - Skyline: la città Narciso, tr. L. Perrona e D. Nicolai, Costa & Nolan, Genova 1998
- Un souvenir d'enfance par Piero della Francesca, Seuil, Paris 1997
- (con Jacqueline Salmon), Villa Noailles, Marval, 1999
- L'amour m'expose. Le projet "moves", Gevaert, Bruxelles 2000
- La Dénivelée. À l'épreuve de la photographie, Seuil, Paris 2001
- Titina Maselli: lavori per la scena, De Luca , Roma 2001
- (con Geoffrey James), Paris, Services culturels de l'Ambassade du Canada, Paris 2001
- La peinture en écharpe: Delacroix, la photographie, Klincksieck, Paris 2001
- Voyage à Laversine, Seuil, Paris 2004
- (con Jacqueline Salmon), Robert Mallet-Stevens et la villa Noailles à Hyères, Marval, Paris 2005
- D'un cinéma enfin parlant, in Jean-Michel Frodon (a cura di), Le cinema et la Shoah, Cahiers du cinema, Paris 2007, pp. 55–69
- Ciné Fil, Seuil, Paris 2008
- Le Messager des îles, Seuil, Paris 2012
- Danièle Cohn (a cura di), Y voir mieux, y regarder de plus près : Autour d'Hubert Damisch, Rue d'Ulm, Paris 2013